# Aldeanueva de la Serrezuela
Aldeanueva de la Serrezuela är en kommun i Spanien.   Den ligger i provinsen Provincia de Segovia och regionen Kastilien och Leon, i den centrala delen av landet, 120 km norr om huvudstaden Madrid. Arean är 20,0 kvadratkilometer.
Terrängen i Aldeanueva de la Serrezuela är huvudsakligen platt, men österut är den kuperad.